# 페루의 범죄
페루의 범죄는 2010년대부터 2020년대까지 꾸준히 감소하고 있다. 페루의 주요 범죄 지표는 살인율과 피해율인데, 피해율은 2011년 40%에서 2020년 25% 미만으로 떨어졌다.

## 유형별 범죄

### 살인

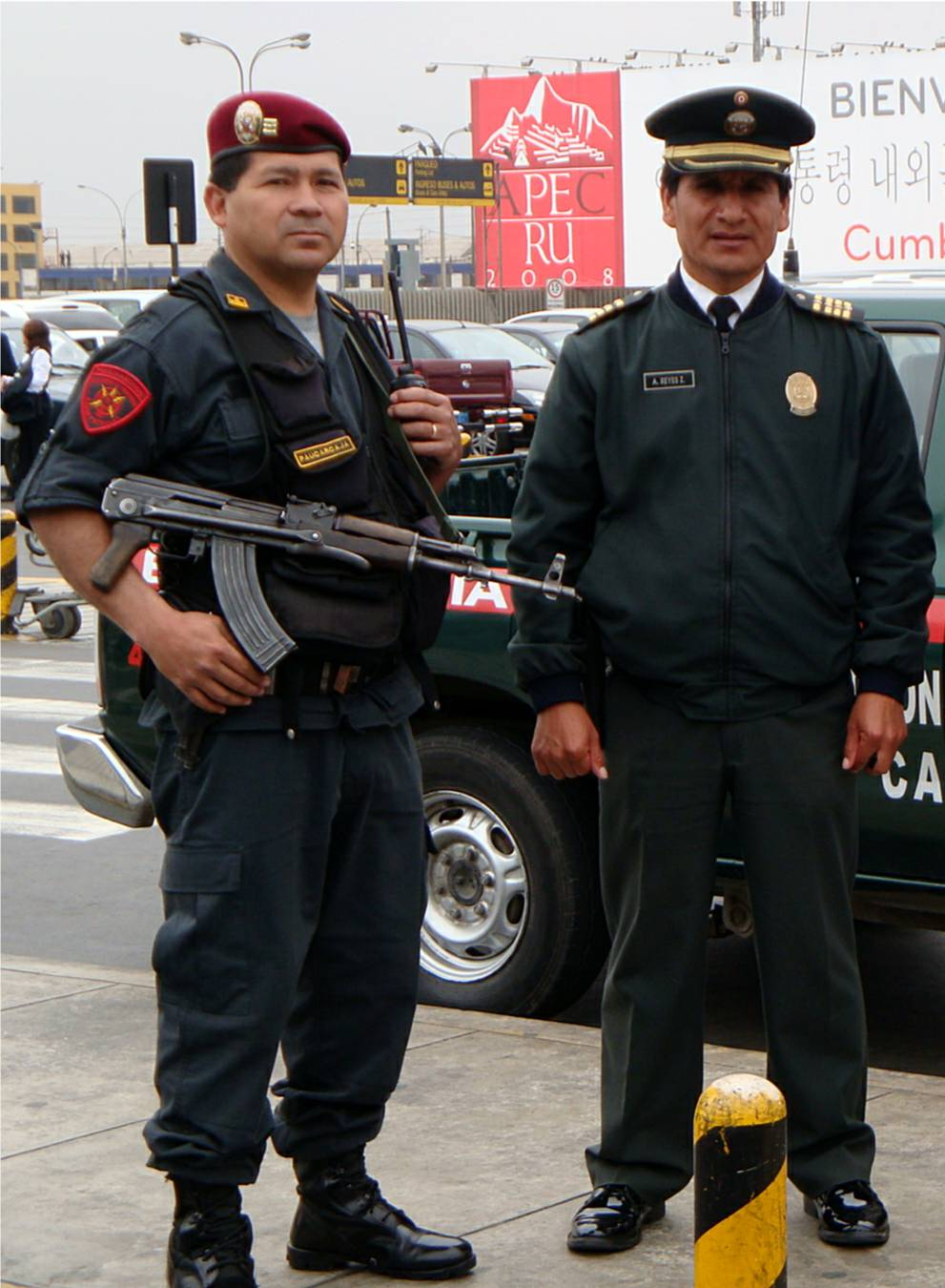
페루 국가경찰의 경찰관들.

2012년 페루의 살인율은 인구 10만 명당 9.6명이었다. 2012년 페루에서 발생한 살인 사건은 총 1,986건이었다. 2015년에는 10만 명당 7.2~7.32명으로 감소했으며, 2,247건의 살인 사건이 기록되었다.

### 부패
페루의 가장 저명한 정치적 부패 스캔들은 아마도 알베르토 후지모리, 전 페루 대통령의 사건일 것이다. 후지모리는 10년간의 대통령 재임 기간(1990년–2000년) 동안 살인 명령, 공금 횡령, 권력 남용, 부패 등의 혐의로 유죄 판결을 받았다. 2006년 후지모리는 약 6억 달러의 공공 자산을 가지고 일본으로 도피했다. 그는 총 30년 이상의 징역형을 선고받았다.

### 가정 폭력
2006년 여성사회개발부(MIMDES)는 페루에서 25,036건의 가정 폭력 사건을 보고했다. 이 센터들은 한 달에 평균 2,067명의 남성과 여성을 도왔다. MIMDES는 또한 수신자 부담 전화를 운영했으며, 2006년 동안 가족 분쟁과 관련하여 7,785건의 지원 요청을 처리했다.
여성 단체들은 알코올 남용과 여성에 대한 전통적 태도가 강간 및 성적 학대 문제를 악화시켰으며, 특히 농촌 지역에서 그러했다고 지적했다. 2006년 11월, 세계보건기구는 페루 여성의 69%가 삶에서 어떤 형태의 신체적 폭력을 겪었다고 보고했다.
산마르틴 데 포레스 대학교의 2013년 연구에 따르면, 여성에 대한 폭력은 생산성 손실로 인해 연간 67억 달러의 비용을 초래하는 것으로 나타났다.

### 불법 마약 거래
페루의 불법 마약 거래에는 코카 재배와 코카인을 미국으로 선적하는 것이 포함된다. 2013년 유엔은 페루가 세계에서 가장 큰 코카인 생산국이 되었다고 보고했다.

## 법 및 사법 제도
페루 내무부는 페루 내의 주요 내무 기관이며, 페루 국가경찰을 감독한다. 페루 사법부는 페루의 사법부를 감독하며, 페루 고등법원은 형사 사건을 심리하는 역할을 맡는다. 국립교정원은 국내 범죄자 수감을 담당하는 정부 기관이다.